# 鬼沢友直
鬼澤 友直（おにざわ ともなお、1958年7月22日 - ）は、日本の裁判官、公証人。東京都出身。福岡高等裁判所部総括判事を経て、 横浜家庭裁判所長を務めた。

## 経歴
- 1977年 - 東京教育大学附属高等学校（現・筑波大学附属高等学校）卒業
- 1982年 - 東京大学法学部卒業
- 1982年 - 東京地方裁判所判事補任官
- 1987年 - ノートルダム大学客員研究員
- 1990年 - 外務省アジア局及び在香港日本国総領事館
- 1993年 - 京都地方裁判所判事
- 1996年4月1日 - 東京地方裁判所判事
- 1999年4月1日 - 最高裁判所司法研修所民事裁判教官
- 2003年7月1日 - 東京地方裁判所判事
- 2005年9月15日 - 最高裁判所事務総局刑事局参事官
- 2007年8月1日 - 東京高等裁判所判事
- 2010年1月1日 - 東京地方裁判所部総括判事
- 2013年12月 - 横浜地方裁判所部総括判事[1]
- 2016年1月 - 岡山家庭裁判所長[2]
- 2016年10月 - 岡山地方裁判所長[3]
- 2018年10月 - 福岡高等裁判所部総括判事[4]
- 2020年10月 - 横浜家庭裁判所長
- 2022年9月 - 新宿公証役場公証人[5]

## 主な裁判
- 2004年3月16日 - 田中真紀子長女記事出版差し止め事件に関しプライバシー侵害を理由として雑誌『週刊文春』（2004年3月25日号）の出版を禁止する仮処分を決定
- 2004年4月 - 麻原彰晃三女の文教大学入学を認める仮処分を決定
- 2004年7月27日 - 住友信託銀行の、UFJグループに対する三菱東京フィナンシャルグループとの経営統合交渉の中止を命ずる仮処分を決定
- 2013年8月9日 - 六本木クラブ襲撃事件で関東連合元リーダーに懲役11年(求刑懲役22年)の判決を下した。求刑懲役を大きく下回る判決が注目された。後に東京高裁で「責任を過小評価した」としてこの判決は破棄され、懲役15年が確定した。

## 著書
- 『ロースクール交渉学』（共著）（白桃書房、2005年7月）